# Leo Pellegrino
Leo Pellegrino est un saxophoniste baryton né à Pittsburgh et vivant à New-York. Il est diplômé de la Manhattan School of Music en 2013,. Il est membre du brass band Too Many Zooz et ancien membre du brass band Lucky Chops.
Leo Pellegrino est connu pour son jeu de jambe et ses pas de danse pendant qu'il joue du saxophone baryton.

## Biographie
À la Manhattan School of Music, Leo Pellegrino a enregistré un album avec l'orchestre de jazz Afro-Cubain. Le journaliste Scott Yanow notait à propos de cet album l'utilisation du registre de l’extrême aigu comme ponctuation durant son solo sur Let there be swing.
Durant l'année 2013, avec Matt "Doe" Muirhead et David "King of Sludge" Parks, il crée Too Many Zooz et rejoint Lucky Chops.
Avec ses deux groupes, Too Many Zooz et Lucky Chops, il joue dans le métro de New-York, notamment à la station Union Square toujours très fréquentée.
En 2015, des vidéos de leurs sets dans le métro deviennent virales sur internet et font connaitre Leo Pellegrino au grand public, tant pour ses compétences au saxophone que pour son jeu de jambes et son style vestimentaire et capillaire. En 2016, Leo Pellegrino choisit de quitter Lucky Chops pour se consacrer à Too Many Zooz.
Leo Pellegrino a été musicien invité à un concert BBC Proms en hommage à Charles Mingus avec le Metropole Orkest (en) en 2017.
En 2018, Leo Pellegrino publie son premier album solo, Sax Star Suite Part 1, où il utilise plusieurs saxophones avec des effets audio et un accompagnement électrique dans le style de la Dance. L'album est produit par Deffbone, la musique a été composée par Matt Doe et Leo P,.

## Discographie

### Albums studio
- 4 novembre 2022 : Comin'Up Aces
- 17 avril 2018 : Sax Star Suite Pt. 1